# Јована Војиновић Рапорт
Јована Рапорт (девојачко Војиновић; Трстеник, 18. фебруар 1992) је српска шахисткиња која тренутно игра за Румунију. Она носи титулу велемајстора, коју јој је ФИДЕ доделила 2009. Двострука је првакиња Црне Горе (2009, 2010) и првакиња је Србије за 2014. годину.

## Шаховска каријера
Учествовала је на Европским првенствима у шаху за младе и на Светском првенству за младе у шаху у различитим старосним категоријама. Њен најбољи резултат било је треће место 2002. године у Ираклиону на Светском првенству у старосној категорији девојчица до 10 година. Када 2006. није изабрана у репрезентацију Србије, одлучила је да пређе у Црну Гору. Представљала је Црну Гору на Европском екипном првенству у шаху за дјевојчице млађе од 18 година (2007−2009) где је освојила сребрну (2008) и бронзану (2007) екипну медаљу. Освојила је још две златне (2008, 2009) и једну сребрну (2007) појединачну медаљу.
Освојила је Медитеранско првенство у шаху 2009. у Анталији. 2011. године у Панчеву победила је на међународном женском шаховском турниру.
На Првенству Црне Горе у шаху за жене освојила је четири медаље – две златне (2009, 2010) и по једну сребрну (2008) и бронзану медаљу (2007). Вратила се у Србију почетком 2013. да би већ следеће године освојила Првенство Србије у шаху.
Јована Рапорт је представљала Црну Гору и Србију на следећим шаховским олимпијадама:
- 2008. на 38. шаховској олимпијади у Дрездену играла је на првој табли. Одиграла је 11 партија и имала шест победа, три ремија и два пораза.
- 2010. на 39. шаховској олимпијади у Ханти-Мансијску играла је на првој табли. Одиграла је 11 партија и имала шест победа, два ремија и три пораза.
- 2012. на 40. шаховској олимпијади у Истанбулу играла је на првој табли. Одиграла је 11 партија и имала пет победа и шест ремија.
- 2014. на 41. шаховској олимпијади у Тромсеу играла је на другој табли. Одиграла је десет партија и имала пет победа, један реми и четири пораза.
- 2016. на 42. шаховској олимпијади у Бакуу играла је на првој табли. Одиграла је десет партија и имала пет победа, два ремија и три пораза.[8]

Јована Рапорт је играла за Црну Гору и Србију на следећим Европским екипним првенствима у шаху:
- 2007. на 7. Европском екипном првенству у шаху у Ираклионуиграла је на другој табли. Одиграла је осам партија и имала је једну победу, три ремија и четири пораза.
- 2009. на 8. Европском екипном првенству у шаху у Новом Саду играла је на првој табли. Одиграла је девет партија и имала је три победе, три ремија и три пораза.
- 2011. на 9. Европском екипном првенству у шаху у Порто Карасу играла је на првој табли. Одиграла је девет партија и имала је четири победе, три ремија и два пораза.
- 2013. на 10. Европском екипном првенству у шаху у Варшави, играла је на трећој табли. Одиграла је осам партија и имала је три победе, један реми и четири пораза.
- 2015. на 11. Европском екипном првенству у шаху у Рејкјавикуиграла је на другој табли и освојила је појединачну златну медаљу. Одиграла је осам мечева и имала је пет победа и три ремија.

2008. добила је титулу женског међународног мајстора шаха од стране ФИДЕ, а следеће године добила је титулу женског велемајстора. Била је прва жена која је представљала Црну Гору којој је додељена велемајсторска титула.

## Лични живот
Удала се 2016. за мађарског шаховског велемајстора Ричарда Рапорта и од тада живе у Београду. У септембру 2022. Рапортови су заједно одлучили да постану чланови шаховске федерације Румуније.